# Дочери Марии Матери Церкви
Дочери Марии Матери Церкви (исп. Hijas de María Madre de la Iglesia, итал. Figlie di Maria Madre della Chiesa, FMME) — женская монашеская конгрегация понтификального права, основанная блаженной Матильдой Святого Сердца.

## История
19 марта 1875 года Матильда Святого Сердца основала в испанском городе Бехар женскую монашескую общину, которая носила первоначальное название «Влюблённые в Иисуса, дочери Непорочной Марии». 12 мая 1930 года Святой Престол одобрил декретом «Decretum laudis» деятельность монашеской общины и 6 мая 1941 года окончательно утвердил Устав конгрегации с названием «Дочери Марии Матери Церкви».
В 2004 году Римский папа Иоанн Павел II причислил основательницу Матильду Святого Сердца к лику блаженных.

## В настоящее время
В настоящее время Дочери Марии Матери Церкви занимаются образовательной деятельностью и христианским воспитанием молодёжи, благотворительной деятельностью среди нуждающихся, уходом за больными на дому. Их духовная жизнь сосредоточена на почитании Непорочного Сердца Иисуса Христа и Непорочного Зачатия Пресвятой Девы Марии.
Генеральный монашеский дом конгрегации находится в Мадриде. Монашеские общины конгрегации действуют в Италии, Португалии, Испании, Колумбии, Мексике, Перу и Вененсуэле.
На 31 декабря 2005 года в конгрегации было 261 сестёр в 41 монашеской общине.

## Источник
- Annuario Pontificio, Libreria Editrice Vaticana, Città del Vaticano 2003, стр. 1473, ISBN 978-88-209-8355-0.
- Guerrino Pelliccia e Giancarlo Rocca (curr.), Dizionario degli istituti di perfezione (10 voll.), Edizioni paoline, Milano 1974—2003.